# Skillet Lickers

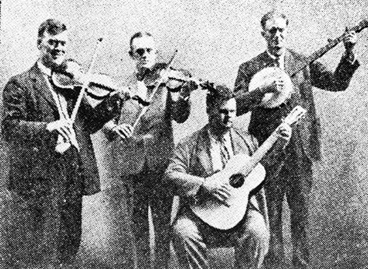
The Skillet Lickers

Les Skillet Lickers (littéralement, les « lécheurs de poêle à frire ») est un groupe de old-time de l'entre-deux-guerres originaires de Géorgie aux États-Unis.
Lorsque Gid Tanner s'associa avec le guitariste aveugle Riley Puckett, ils signèrent ensemble chez Columbia en 1924, pour créer le premier enregistrement « hillbilly ». Gid Tanner forma le groupe Skillet Lickers en 1926. Sa composition originale comprenait Gid Tanner, Riley Puckett, Clayton McMichen et Fate Norris. Entre 1926 et 1931, le groupe enregistra pour Columbia 88 morceaux dont 82 furent commercialisés. Plus tard, le groupe changea sa composition pour accueillir Lowe Stokes, Bert Layne, Hoke Rice, Arthur Tanner et Hoyt « Slim » Bryant. Leur single le plus vendu fut Down Yonder, sorti en 1934 chez RCA Victor. Bien que le groupe ait été dissous en 1931, il se reforma occasionnellement quelques années plus tard.